# Таємні війни II
«Таємні війни II» (англ. Secret Wars II) — обмежена серія коміксів із дев’яти випусків і кросовер, видана Marvel Comics з 1985 по 1986 рік. Серія була написана тодішнім головним редактором Marvel Джимом Шутером і в основному написаний олівцем Елом Мілгромом.
Серія була продовженням оригінальної серії «Таємні війни», опублікованої в 1984 і 1985 роках. Ця серія пов’язана з випусками інших ігор Marvel, причому кожна «в’язка» містить логотип «Таємні війни II» у верхньому правому куті, щоб вказати, що це частина загальної історії. Це був перший випадок, коли Marvel опублікував оповідання, у якому читач повинен був придбати кілька назв, щоб прочитати історію повністю.

## Сюжет
Сутність, яка спровокувала першу Таємну війну, Потойбічний, відвідує Землю в пошуках просвітлення та неминуче вступає в конфлікт із надлюдьми Землі та космічними сутностями, які існують у Всесвіті Marvel. Спочатку Потойбічний намагається з’ясувати значення простих повсякденних завдань, які виконують люди, наприклад: їсти, спати, користуватись ванною тощо, потім Потойбічний працює на бандита і стає дуже могутнім і одержимим ґаджетами. Герої Землі дуже підозріло ставляться до нього, і це змушує Потойбічного відступити на самотній острів. Мефісто набирає армію суперлиходіїв зі збільшеною силою, але Істота відбивається від них після того, як йому також надається посилена сила. Потойбічний закохується в Даззлер і намагається почати стосунки з Бум Бум, але обидві відмовляють йому. Також пояснюється, як Доктор Дум, який був убитий у «звичайній» часовій шкалі, зміг з’явитися в перших Таємних війнах. Потойбічний відтворює тіло Дума з його частинок і повертає його назад у часі до початку Таємних воєн, змушуючи Дума пережити все у зворотному порядку.
Врешті-решт із Потойбічним впораються, хоча герої також мають запобігти знищенню планети внаслідок його дій. Потойбічний намагається стати людиною, зберігаючи всі свої сили. Демон Мефісто намагається знищити його в цій формі, оскільки тепер він «просто людина».
Продовження у вигляді окремого випуску показало, що Потойбічний перетворився на істоту під назвою Космос.

## Сприйняття
«Таємні війни ІІ» були бестселером коміксів 1985 року; однак це був «один із найбільш зневажених коміксів року» в очах фанатської преси, отримавши погані відгуки та потрапивши до численних списків «найгірших коміксів року».